# Pluralis majestatis
Pluralis majestatis, även pluralis majestaticus eller pluralis excellentiae, är en latinsk term som avser bruket av plural när en monark eller någon annan mycket uppsatt person, till exempel en religiös ledare som den koptiska eller den katolska påven, avser sig själv. I stället för "jag" använder kungen eller kejsaren "Vi", alltid stavat med versal. Majestätet anses på så sätt representera folket eller folkflertalet. Samtidigt nyttjas Vi-formen som ett värdighetstecken eller som ett uttryck för makt och upphöjdhet. Den högvördiga personen hälsas "Ers Majestät" eller, när det gäller påvar, biskopar och andra uppsatta religiösa ledare som till exempel Dalai Lama, "Ers helighet"), och omtalas i tredje form plural respektive Hans/Hennes Majestät och Hans/Hennes Helighet.

## Exempel
"Vi är inte roade" (Drottning Victoria, "We are not amused")

"Vi har blivit farmor till ett barnbarn vid namn Michael" (Margaret Thatcher, "We have become a grandmother of a grandson called Michael")

"Wi Alexander den Tredje, med Guds Nåde, Kejsare och Sjelfherrskare öfver hela Ryssland, Tsar af Polen, Storfurste till Finland, etc., etc., etc., Göre veterligt: På Finlands ständers underdåniga framställning vele Wi härigenom i nåder stadfästa följande strafflag för Storfurstendömet Finland, om hvars införande, såsom ock angående verkställighet af straff, särskild förordning utfärdas:" (Finlands strafflag, 1889)

Skrivsättet har också använts av profeter eller budbärare som erfarit att de manifesterat Guds vilja. För de troende är det självklart att Gud likt en konung använder vi-formen, och budbärarens mänskliga personlighet är då så fullständigt underordnad att den saknar betydelse. Ibland är det profeten själv som talar, men då helt i samklang med Gud. I exempelvis Bahá'u'lláhs skrifter är det ibland människan (den Förorättade) Bahá'u'lláh som talar, sedan fortsätter skriften utan avbrott som om Gud talade i första person pluralis:
"O, jordens konungar! Vi ser er årligen öka era utgifter och lägga denna börda på era undersåtar. Detta är verkligen fullständigt och grovt orättvist. Frukta denne Förorättades suckar och tårar och lägg inte omåttliga bördor på era folk. Plundra dem inte för att bygga palats åt er själva. Sålunda påvisar Vi för er det som gagnar er om ni blott insåg det. Ert folk är era rikedomar. Tag er i akt så att er maktutövning inte bryter mot Guds bud....."
Det är vanligt när vuxna talar till barn att man använder "vi" när man egentligen menar sig själv. Detta är en retorisk metod att antyda att det finns en överenskommelse eller accepterad order.
"Har vi inte sagt att det där är förbjudet?"

## Nosism
Den gemensamma term som används för bruket att använda vi när man hänvisar till sig själv – något som även kan användas av författare, föreläsare, läkare m.fl. – är nosism och har hämtats från latinets nos (= vi). 

## Relaterade ord
Relaterade begrepp är pluralis modestiæ och pluralis auctoris. Det senare syftar på juridiskt pluralis.